# Hemilienardia purpurascens
Hemilienardia purpurascens é uma espécie de gastrópode do gênero Hemilienardia, pertencente a família Raphitomidae.